# Miroslav Frank
Miroslav Frank ( 1961 – 29. června 2012, Hranice) byl český házenkář a později trenér. Hrával na postu pravého křídla. Jeho trenérská kariéra je spojena s družstvy Cementu Hranice a Sokola Přerov HC. Družstvu Přerova postupně pomohl k postupu do druhé ligy, následně do první ligy a po postupu do extraligy převzal tým v polovině sezony. Družstvo Přerova pod jeho vedením dosáhlo historického úspěchu, když obsadilo v extralize 6. místo. Tragicky zahynul 29. června 2012 po pádu z kola.

## Angažmá
- HC Dukla Praha
- TJ Cement Hranice
- Sokol Přerov HC